# Municipio de San Pedro y San Pablo Ayutla
El municipio de San Pedro y San Pablo Ayutla es un municipio situado en el estado mexicano de Oaxaca. Según el censo de 2020, tiene una población de 5616 habitantes.
Su cabecera es la población del mismo nombre.
Tiene un clima mayoritariamente templado, con abundancia de bosques de pino-encino. Hay escasas superficies de zonas cálidas, que se utilizan para cultivo de maíz y frijol.

## Geografía
El municipio se encuentra localizado en la región Sierra Norte, y pertenece al distrito de Mixe. Se encuentra localizado en las coordenadas 16°56′ - 17°8′ de latitud norte y 96°2′ - 96°13′ de longitud oeste, y a una altitud que fluctúa entre un máximo de 2900 y un mínimo de 900 metros sobre el nivel del mar.
Limita al norte con el municipio de Santa María Tlahuitoltepec, al noreste con el municipio de Tamazulápam del Espíritu Santo y al este con el municipio de Santa María Tepantlali; al sur limita con el municipio de Santo Domingo Tepuxtepec, al suroeste con el municipio de San Pablo Villa de Mitla, al noroeste con el municipio de Santo Domingo Albarradas y al extremo norte con el municipio de San Pablo Yoganiza.

### Orografía
Este municipio cuenta con el cerro de la Cruz. que se considera el más alto del municipio y en el cual en la punta hay una cueva.

### Hidrografía
El sistema fluvial es propio de la alta montaña, con numerosos arroyos permanentes que en diferentes puntos se unen a las dos corrientes principales: hacia el norte de la cabecera municipal corre, de oriente a poniente, el río de Ayutla y hacia el sur, con la misma dirección de oriente pontiente, el río Chintete, ambos de corriente veloz que forma cascadas de regular dimensión, debido a los rugoso y empinado del relieve. Estos ríos pertenecen a la cuenca del Papaloapam.

### Clima
Es templado a frío húmedo, con pequeñas regiones más cálidas en las partes bajas y en las cañadas. La época de lluvia comienza en el mes de mayo y termina en octubre aunque normalmente llueve durante todo el año. Ayutla es una región dónde habitualmente hay neblina.
Hiela con irregularidad y por pocos días desde fines de noviembre y hasta principios de marzo. La temperatura media anual es de 16° con máximas de 31° y mínimas de 2 °C.

### Recursos naturales
Los recursos naturales de municipio son fundamentalmente forestales, sobre todo pino-encino, al que están asociados otra especies como el palo de águila, el ocote, el madroño y el capulín.

### Características y uso del suelo
El tipo de suelo localizado en este municipio es el luvisol órtico, de textura fina propicio para la actividad forestal. Sujeto a uso agrícola resulta duro, compacto y muy susceptible a la erosión.

## Demografía

### Localidades
El municipio incluye en su territorio un total de 32 localidades. Las principales, considerando su población según el censo de 2010, son:
| Localidad                    | Población |
| Total Municipio              | 5 602     |
| San Pedro y San Pablo Ayutla | 2 134     |
| Lachicocana                  | 612       |
| El Duraznal                  | 518       |
| El Portillo Matagallina      | 427       |
| Cerro Pelón                  | 379       |

## Política
La cabecera municipal es San Pedro y San Pablo Ayutla y la organización y estructura de la administración pública municipal es la siguiente:
| Jerarquía         |                                |                     |
|                   | Presidente Municipal y Alcalde |                     |
| Síndico Municipal | Regidores                      | Tesorería Municipal |

Esta organización es elegida mediante asambleas populares según sus usos y costumbres.

### Representación legislativa
Para la elección de diputados locales al Congreso de Oaxaca y de diputados federales a la Cámara de Diputados federal, el municipio de San Pedro y San Pablo Ayutla se encuentra integrado en los siguientes distritos electorales:
Local:
- Distrito electoral local de 10 de Oaxaca con cabecera en San Pedro y San Pablo Ayutla.[5]

Federal:
- Distrito electoral federal 4 de Oaxaca con cabecera en Tlacolula de Matamoros.[6]